# Épernay
Épernay – miejscowość i gmina we Francji, w regionie Grand Est, w departamencie Marna.
Według danych na rok 1990 gminę zamieszkiwały 26 682 osoby, a gęstość zaludnienia wynosiła 1176 osób/km².

## Współpraca
Miejscowości partnerskie:
- Ettlingen, Niemcy
- Clevedon, Wielka Brytania
- Fada N’Gourma, Burkina Faso
- Middelkerke, Belgia